# Ях'я Аль-Гассані
Ях'я Аль-Гассані (араб. يحيى الغساني, нар. 18 квітня 1998, Шарджа) — еміратський футболіст, нападник клубу «Аль-Аглі» (Дубай).
Виступав, зокрема, за клуб «Аль-Вахда» (Абу-Дабі), а також національну збірну ОАЕ.
Володар Кубка Президента ОАЕ. Дворазовий володар Суперкубка ОАЕ.

## Клубна кар'єра
Народився 18 квітня 1998 року в місті Шарджа. Вихованець юнацьких команд футбольних клубів «Аль-Аглі» (Дубай), «Аль-Вахда» (Абу-Дабі).
У дорослому футболі дебютував 2018 року виступами за команду «Аль-Вахда» (Абу-Дабі), в якій провів три сезони, взявши участь у 34 матчах чемпіонату. 
До складу клубу «Аль-Аглі» (Дубай) приєднався 2021 року. Станом на 19 січня 2024 року відіграв за еміратську команду 27 матчів в національному чемпіонаті.

## Виступи за збірні
Протягом 2020 року залучався до складу молодіжної збірної ОАЕ. На молодіжному рівні зіграв у 3 офіційних матчах.
2022 року дебютував в офіційних матчах у складі національної збірної ОАЕ.
У складі збірної був учасником кубка Азії з футболу 2023 року у Катарі.
| Дата      | Місто   | Господарі  | Результат | Гості          | Турнір            | Голи | Примітки |
| --------- | ------- | ---------- | --------- | -------------- | ----------------- | ---- | -------- |
| 27-1-2022 | Дубай   | ОАЕ        | 2 – 0     | Сирія          | Відбір до ЧС 2022 | 1    | 69'      |
| 1-2-2022  | Тегеран | Іран       | 1 – 0     | ОАЕ            | Відбір до ЧС 2022 | -    | 74'      |
| 39-3-2022 | Дубай   | ОАЕ        | 1 – 0     | Південна Корея | Відбір до ЧС 2022 | -    | 73'      |
| 12-9-2023 | Загреб  | Коста-Рика | 1 – 4     | ОАЕ            | товариський матч  | 2    |          |
| Усього    |         | Матчів     | 4         |                | Голів             | 3    |          |

## Титули і досягнення
- Чемпіон ОАЕ (2):

«Шабаб Аль-Аглі»: 2022-23, 2024-25
- Володар Кубка ліги ОАЕ (1):

«Шабаб Аль-Аглі»: 2020-21
- Володар Кубка Президента ОАЕ (2):

«Аль-Вахда» (Абу-Дабі): 2020-21, 2024-25
- Володар Суперкубка ОАЕ (4):

«Аль-Вахда» (Абу-Дабі): 2018
«Аль-Аглі» (Дубай): 2020
«Шабаб Аль-Аглі»: 2023, 2024